# 캐나디안 아이돌
캐나디안 아이돌(Canadian Idol)은 캐나다의 방송국 CTV에서 2003년부터 2008년까지 방송된 TV 프로그램이다. 팝 아이돌의 캐나다 판이다.

## 개요
매주 월, 화요일에 방송되어 2003년 6월 1일에 방송이 사직되었다. 파이널은 토론토에 있는 존 바셋 극장에서 열린다. 2008년 시즌 6 아메리칸 아이돌 종료 직후 6월 3일부터 9월 10일까지 방송됐다.